# ЛГМ (компания)
Это статья о поставщике насосов. О прочих «ЛГМ» см. ЛГМ.
АО «ЛГМ» — российская компания по производству насосов. Полное наименование — Акционерное общество «Лопастные гидравлические машины».
Компания производит насосы для космонавтики, криогенной техники, судостроительной, нефтяной и газовой промышленности, тепловой и газовой энергетики.

## История
Московский насосный завод основан в 1864 году как литейно-механические мастерские, после был преобразован в акционерное общество Добровых и Набгольца, которое занималось производством чугунных отливок и деталей машин.
К концу XIX века завод осваивает механическую обработку и сборку, становясь машиностроительным и начинает выпуск простейших паровых и мельничных машин, различных водяных турбин малой и средней мощности, станков, экономайзеров, запускает чугунное и медное литье, позднее производство ткацких станков и турбин.
По масштабу производства в начале XX века завод занимал третье место в Москве, уступая лишь «Заводам братьев Бромлей» и Акционерному обществу «Густав Лист». В послереволюционный период началась коренная модернизация предприятия. В 1927 году на современном оборудовании завод наладил выпуск несложных машин, деталей и оборудования для перекачки жидкостей. Однако, специализированным насосным заводом союзного значения он становится в 30-е годы ХХ-го столетия, когда получает название Третий государственный насосно-турбинный завод имени М. И. Калинина.
В годы Великой Отечественной войны 1941—1945 годов завод начал производство новых видов военной продукции и выпускал стволы и лафеты к минометам, бомбы, снаряды и гранаты для снабжения Советской Армии вооружением и боеприпасами. Указом Президиума Верховного Совета Союза ССР от 16 сентября 1945 года за успешное выполнение задач по производству вооружения и боеприпасов в годы Великой Отечественной войны завод был награждён «Орденом Трудового Красного Знамени».
Послевоенный период в истории завода характеризуется новым этапом развития. Предприятие значительно расширяет номенклатуру выпускаемых насосов и поставляет их на строящиеся и восстанавливаемые объекты народного хозяйства. Насосы завода имени М. И. Калинина установлены в Московском метро, «Голодной степи», на различных гидроэлектростанциях, на атомоходе «Ленин», на предприятиях «большой химии» и металлургических комбинатах. Руками калининцев сделаны насосы, установленные на Бхилайском металлургическом комбинате, на Асуанской плотине, на атомных электростанциях и других объектах.
В 70-е годы XX века на заводе началось освоение производства специальных морских насосов из титановых сплавов, что потребовало внедрения новых технологий сварки и механообработки. В 70-80-е годы XX века в состав Военно-Морского Флота приняты на вооружение атомные подводные лодки третьего поколения (проекты 949А-Антей, 971-Барс, 945-Барракуда, 941-Акула), также укомплектованные насосами нашего предприятия.
В 1991 году Московский насосный завод имени М. И. Калинина стал открытым акционерным обществом по производству лопастных гидравлических машин (ОАО «ЛГМ»).